# Knox (Dakota du Nord)
Pour les articles homonymes, voir Knox.
La ville de Knox est située dans le comté de Benson, dans l’État du Dakota du Nord, aux États-Unis. Lors du recensement de 2010, sa population s’élevait à 25 habitants.

## Démographie
| Groupe            | Knox | Dakota du Nord | États-Unis |
| ----------------- | ---- | -------------- | ---------- |
| Blancs            | 88,3 | 90,0           | 72,4       |
| Autres            | 0    | 10,0           | 27,6       |
| Total             | 100  | 100            | 100        |
|                   |      |                |            |
| Latino-Américains | 0    | 2,0            | 16,7       |

Selon l’American Community Survey, pour la période 2011-2015, 100 % de la population âgée de plus de 5 ans déclare parler l’anglais à la maison.
| 1910 | 1920 | 1930 | 1940 | 1950 | 1960 |
| ---- | ---- | ---- | ---- | ---- | ---- |
| 330  | 173  | 177  | 189  | 190  | 122  |

| 1970 | 1980 | 1990 | 2000 | 2010 | - |
| ---- | ---- | ---- | ---- | ---- | - |
| 104  | 69   | 45   | 59   | 25   | - |

## Source
- (en) Cet article est partiellement ou en totalité issu de l’article de Wikipédia en anglais intitulé « Knox, North Dakota » (voir la liste des auteurs).